# Palatinalbogen

Palatinalbogen auf einem Arbeitsmodell

Ein Palatinalbogen (von lat. palatum „Gaumen“, Syn: TPA von engl. Transpalatal arch) ist ein festsitzendes Behandlungsgerät in der Kieferorthopädie. Der Palatinalbogen besteht aus einem Drahtbügel, welcher mittels Bändern an den großen Backenzähnen (Molaren) befestigt wird. Der Bogen verläuft quer über den Gaumen und wird in der Regel mit den Bändern verlötet oder verschweißt.

## Funktion
Die Hauptfunktion des Palatinalbogens ist die Verankerung der Molaren. Dies geschieht durch mehrere Mechanismen: Zum einen wird der Abstand der beiden Befestigungszähne zueinander fixiert. Ein Driften der Zähne nach mesial wird dadurch verhindert, dass der Zahnbogen "vorne" schmaler ist.
Zum anderen drückt die Zunge den Bogen bei jedem Schluckvorgang gegen den Gaumen. Diese intrudierende (eindrückende) Bewegung verhindert ebenfalls den Mesialdrift. Wenn die Verankerungszähne tatsächlich intrudiert werden sollen, kann der Bogen so gestaltet werden, dass er in 5–7 mm Abstand vom Gaumen liegt. Auf diese Weise bekommt der Zungendruck mehr Wirkung. Darüber hinaus kann der Bogen so weit wie möglich nach distal verlagert werden. Dies wird als distalexzentrisch bezeichnet. Durch dieses Design wird ein Kippen der Verankerungszähne verhindert, bzw. gekippte Zähne können aufgerichtet werden Klinische Studien haben allerdings gezeigt, dass ein Palatinalbogen lediglich als Verankerungsverstärkung anzusehen ist. Trotz Verwendung eines Palatinalbogens muss mit Verankerungsverlust gerechnet werden. Ein Palatinalbogen kann mit einem Headgear kombiniert werden.

## Varianten
- Nance-Platte: Um eine bessere verankernde Wirkung zu erzielen, kann der Palatinalbogen mit einer Nance-Platte kombiniert werden. Diese etwa daumennagelgroße Platte stützt sich am abfallenden Teil des harten Gaumens ab und wirkt dadurch ebenfalls einer Bewegung der Verankerungszähne nach mesial entgegen.[4]
- Goshgarian: Soll der Abstand der Verankerungszähne nicht nur gehalten, sondern vergrößert werden (Expansion), wird ein Bogen mit einer zentralen Schlinge eingesetzt. Häufig ist dieser Bogen nicht mit den Bändern verlötet, sondern sitzt abnehmbar an den Bändern. Dadurch kann die Schlinge aktiviert werden.